# Ремлинген, Арнольд Александрович
Арнольд Александрович фон Ремлинген (13 декабря 1841 —1900) — русский военачальник, генерал-майор. Министр внутренних дел Болгарии (1881—1882).

## Биография
Потомственный дворянин шведского происхождения. На воинской службе с 1859 года. В 1862 году окончил Владимирский Киевский кадетский корпус, в 1875 году — Николаевскую академию Генерального штаба.
С ноября 1863 по январь 1867 г. находился на службе в армии. Участник польской кампании 1863—1864 гг. и русско-турецкой войны 1877—1878 гг.. Командовал ротой болгарского ополчения. Принимал участие в Обороне Шипки.
После окончания войны остался в Болгарии. Был чрезвычайным комиссаром по проведению выборов в Национальное Собрание.
С 13 июля 1881 по 12 января 1882 занимал пост министра внутренних дел в правительстве Болгарского княжества,  в 1882-1884 годах — начальник Военного училища в Софии (теперь Национальный военный университет имени Васила Левского).
После аннексии Восточной Румелии, совершённой Болгарией несмотря на возражения российской дипломатии, покинул страну, как и большинство российских офицеров и советников.
- Адъютант штаба 10-й пехотной дивизии (1875—1876)
- Старший адъютант штаба 2-й гренадерской дивизии (1876)
- Офицер-артиллерист штаба 12-го армейского корпуса (1876—1877)
- Штаб 6-го армейского корпуса (1877)
- Старший адъютант штаба 12-го армейского корпуса (1877—1878)
- Офицер-артиллерист штаба 12-го армейского корпуса (1878—1879)
- Штаб 6-го армейского корпуса (1880)
- Министр внутренних дел Болгарии (13 июля 1881 — 12 января 1882)
- Начальник Военного училища в Софии (12 января 1882 — 19 марта 1884)
- Начальник штаба 41-й пехотной дивизии (1884—1894)
- Командир 104-го Устюжского пехотного генерала князя Багратиона полка (1894—1896)
- Помощник начальника штаба Туркестанского военного округа (1896—1899)
- Командир 2-й бригады 36-й пехотной дивизии (с 29 июля 1899)

С 29 сентября 1900 в отставке.